# イングソック

イングソック、及びオセアニア国の旗（Ingsoc Oceania flag 1984.svg より引用。）

イングソック（Ingsoc）とは、ジョージ・オーウェルの小説『1984年』に登場する架空の全体主義国家オセアニアの支配的イデオロギー。イングソックとはニュースピーク（新語法）による単語であり、「イングランド社会主義」（English Socialism）の略称。
1984年に公開された映画『1984』では、イングソックはオセアニアを支配する独裁政党の名前でもあった（小説では単に「党」（the Party） としか呼ばれない）。

## イングソックの起源
作中では、1950年代に勃発した核戦争後に各地で革命や内乱が起き、世界にオセアニア国をはじめとする三つの超大国が出現した。オセアニアを支配する「党」によれば、イングソックとはこの社会主義革命に引き続いて誕生した思想だとされる。しかし、党は絶えず歴史を改竄し続けており、どのようにイングソックが誕生したか正確に述べることは不可能である。歴史の改竄のみならず、党はニュースピーク（新語法）の制定を通じて単語の意味の幅を制限し、その背後にあった思想を取り除こうとしている。「イングランド社会主義」は新語法により「イングソック」と略した形になっており、もはやかつて「社会主義」が意味したものとは様相が異なっている。

## 政治哲学としてのイングソック
作中では、オセアニアの「人民の敵」エマニュエル・ゴールドスタインの書いたとされる禁書（『少数独裁制集産主義の理論と実際』）にイングソックの実際の姿が描かれている。ここではイングソックは「イングランド社会主義」ではなく「少数独裁制集産主義」（Oligarchical Collectivism）と呼ばれる。イングソックは古い社会主義運動の中から発してその名を残してはいるものの、「社会主義運動が本来拠って立ってきた原則のすべてを拒否し中傷し、それを社会主義の名によって行った」、と書かれている（オーウェルが『動物農場』で扱った試みも参照）。
実際のオセアニアの政治体制はゴールドスタインの禁書の題名通り、経済的には集産主義をとり、政治的には寡頭制（少数独裁制）をとる。寡頭支配層が倒されることを防ぐため、また体制が不安定になることを防ぐため、強固な管理社会が築かれている。これは国民に対する徹底した監視（「テレスクリーン」と「密告」）、国民の思考能力の制限（「ニュースピーク」と「二重思考」）、歴史や記録の絶えざる改竄、科学技術の進歩に対する制限、資本を浪費するための永久戦争などの特異な手段によって行われ、権力に対する抵抗は決して実を結ぶことのないようにされている。
党は「ビッグ・ブラザー」（偉大な兄弟）により「擬人化」されている。「ビッグ・ブラザー」は革命の指導者で、現在では党の頂点にいる権力者とされるが、作中で彼自身が登場することはない。「ビッグ・ブラザー」の顔はあらゆる街角のポスターやテレスクリーンの番組などに遍在しており、党がいつも国民を監視していることを示唆するように、ポスターには「ビッグ・ブラザーがあなたを見守っている」と書かれている。イングソックは国民の完全な服従を求め、その実現のためには逮捕や拷問も辞さず、恐怖により国民を支配している。党は複雑な心理学的道具や手法のシステムに精通しており、これによって国民に犯罪を自白させ反乱の意思を忘れさせているだけでなく、「ビッグ・ブラザー」や党自身を心から愛させるように仕向けている。ゴールドスタインの本では、国民の愛と恐怖と尊敬といった感情は、組織に対してよりも、個人に対して起こりやすいとされており、「ビッグ・ブラザー」とはこうした感情を党へ集めるために作られた存在である。
作中人物のオブライエンによれば、党は純然たる権力のために権力を求めている。彼はこう語る。

## 形而上学としてのイングソック
イングソックは政治哲学であるだけでなく形而上学でもある。すべての知識や現実や存在は党の集合的知性の中に存在していると仮定しており、現実とは「党が現実といったもの」のことを指すとしている。これが、最新の発表通りに党が歴史的記録を改竄させる根拠（全ての記録は党の発表と矛盾してはならないため）となっている。党の最新発表に基づき、かつて知っていた事実を二重思考を用いて、今後は嘘であると信じ、新しく捏造された「過去」を信じることによって、新たに捏造された「過去」が現実となる。こうして過去を思い通りにした党は、「過去を支配する者は未来を支配する。現在を支配する者は過去を支配する」というとおり未来までも支配することになる。
本書の第三部、主人公に対するオブライエンによる尋問においては、純粋なイングソックにおける唯我論への言及が全面的に展開される。ここで暗示されるのは、イングソックによれば現実とは外在的なものではなく、全宇宙は一人の人間の頭の中に内在するということである。それも、誤りの多い普通の人間の頭の中ではなく、集団主義体制下の党の不滅の精神の内部にしか存在しない。本人の意思あるいは党の命令次第で、本人の認識の中にある宇宙や世界では、過去というものの存在も、客観的に見えるすべての事実や物理法則も、消え失せあるいは変化してしまうのである。党が「2たす2は5である」といえば2+2=5が現実となるし、党が「あなたは存在しない」といえば、いかに矛盾していようがそれが現実となる。

## イングソック体制下の階級構造
イングソック体制下では、社会は三つの階級に分けられる。これらの階層は世襲のものではなく、上層階級の子息が必ずしも自動的に上層階級になるわけではない。

オセアニアの権力構造を示したピラミッド図。ビッグ・ブラザーを頂点に党内局、党外局、プロレが描かれている

1. 党内局（Inner Party）：政策を決め、決定を行い、政府を動かしている。党とは彼らのことを指す。党の頭脳部であり、社会を動かすエリート階層・上層階級である。テレスクリーンを消す権限すら持つ。
2. 党外局（Outer Party）：政府のための事務仕事を行う中層階級である。党の手足にあたる。上層階級である党内局の潜在的な脅威とされ、テレスクリーンや密告などで最も厳重に監視されている階層でもある。
3. プロレもしくはプロール（Proles）：労働者（プロレタリア）であり下層階級。人口の大半（85%）を占める。ほとんどはテレスクリーンすら持っておらず監視下にないが、党は彼らに必要な愛国心を注入する以外は政治教育などを行わず、酒、ギャンブル、スポーツ、セックス、プロレフィード（人畜無害な読み物やレコードなど）を与えて暇つぶしをさせている。

イングソックによれば、人類の歴史では上層階級・中層階級・下層階級が絶えず成立しており、中層階級が下層階級を味方につけて上層階級を倒し新たな上層階級となることの連続であったとされる。歴史上、下層階級が主人公になったことはなく、革命の主人公はいつも中層階級であった。もとは社会の専門職やテクノクラートたちであったとされる現在の党のエリートは、二度とこのような階級同士の争いや革命を起こらせないために容赦のない支配構造を精緻に設計した。彼ら新たな上層階級はイングソック体制により中層階級を抑圧し、不平等と非自由を永久のものとして、歴史の流れを止めてしまうことを目的としている。
党内局員のうち弱いものは排除され、党外局員に野心的なものがいれば党内局へ抜擢され骨抜きにされる。プロレから党への抜擢は現実的にはありえず、その中で才覚のあるものは思想警察に監視され消されるが、党や国家の危機などにおいては、いざとなればプロレの中から優秀な人物を抜擢することもやぶさかではないとされる。ここでいう階級は、血縁を基とする古い形のものではない。党はかつての社会主義指導者の世襲を冷ややかに見ており、おおむね支配が短命に終わった世襲的貴族よりも、何百年と続いたカトリック教会の選任制組織のようなものを念頭に置いて支配体制を築いている。党の目的は階層構造の固定と党自体の永続であり、党内局員の血統の永続などではない。
イングソックは、実態上は抑圧や独裁を行っているものの、政治宣伝上では「平等主義」をかかげている。現実には、何不自由なく暮らす党内局員のために、党外局員の一部やプロレは搾取され低い生活水準に甘んじているが、プロパガンダによればかつての資本主義体制下よりははるかに楽な暮らしをしているとされている。
階級間の関わりはほとんどないが、小説内ではプロレも党員も観に来ている夕方の映画館のことが描かれている。党外局員である主人公も、プロレ向けのパブに顔を出したり、党内局員であるオブライエンの住居に顔を出したりしている。

## オセアニア以外の大国のイデオロギー
オセアニア（米国・英国・オーストラリア・南アフリカなど）以外の超大国には、
1. ユーラシア（ヨーロッパ大陸部・シベリア）
2. イースタシア（Eastasia 東アジア）

という二国がある。両国ともオセアニア同様の全体主義体制を築いており、それぞれが信奉している支配的イデオロギーは、オセアニアのイングソックと大同小異だという。
- ユーラシアのイデオロギー：

「ネオ・ボルシェヴィズム」と自称している。
- イースタシアのイデオロギー：

「死の崇拝」（Death-Worship）と通常訳される。中国語の用語であり、より正確には「滅私」（Obliteration of the Self; 自己滅却）と呼ぶべきものとされる。
これら三つのイデオロギーは信条において区別がし難いものであるが、三大国の支配階級たちはこの事実を認識しつつ、二重思考により否定して他国のイデオロギーは邪悪であるとみなす。三大国間の類似性の否定および、相互の体制に対する中傷は、三大国が永久に戦争を続けることを可能にする。この戦争は資源や労働力確保のための戦争とは言い難く（どの国も広大な国土に豊富な資源と人口を持つ）、資源や労働力を浪費して、富の蓄積が社会構造を不安定化させ革命などへつながることを防ぐためのものである。プロレら下層階級は戦争に熱中し、その憎悪を国内に向けることはないため、上層階級である党内局員が心理的にプロレらを支配することができている。
しかしイギリスをはじめとするイギリス連邦諸国、アイルランド、アメリカ合衆国、その他南北アメリカ諸国がどのようにオセアニアへと再編されイングソックによる支配が打ち立てられたかについては、党は説明していない。ゴールドスタインの書では、イギリス連邦がアメリカ合衆国により吸収されたと書かれている。しかし、オセアニアの領土が実際はエアストリップ・ワン（かつてのグレートブリテン島）だけしかなく、ユーラシアもイースタシアも戦争状態を続けるための架空の存在である可能性もぬぐえない。